# Rod Arthur
Rod Arthur je britský herec. Objevil se například v jedné epizodě populárního britského sci-fi seriálu Doctor Who. Jeho zatím nejvýznamnější rolí je však správce parku Bob z trikového dokumentu společnosti Impossible pictures s názvem Prehistorický park.